# Kriegerdenkmal Hohendodeleben (Erster Weltkrieg)

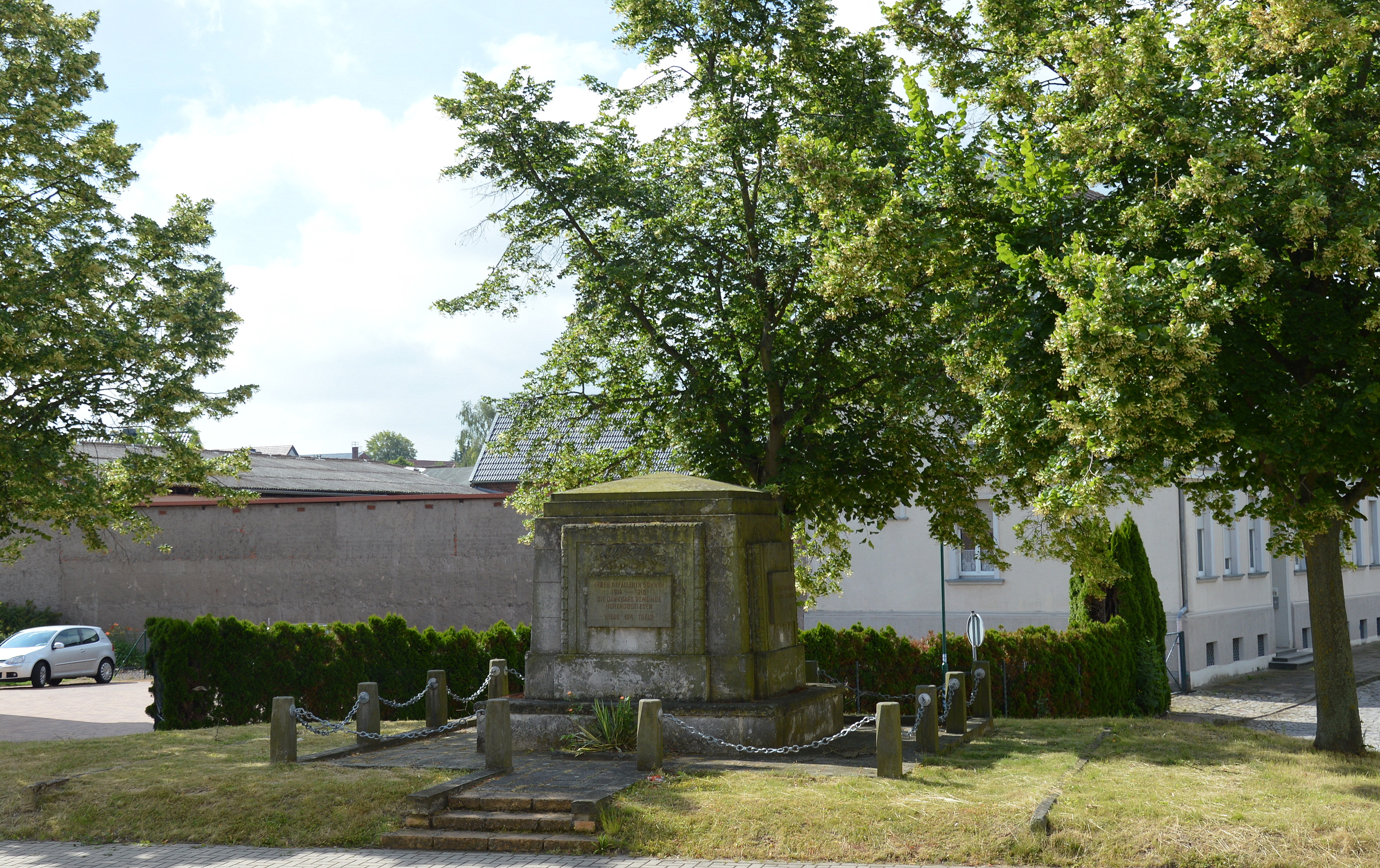
Kriegerdenkmal Hohendodeleben, 2017

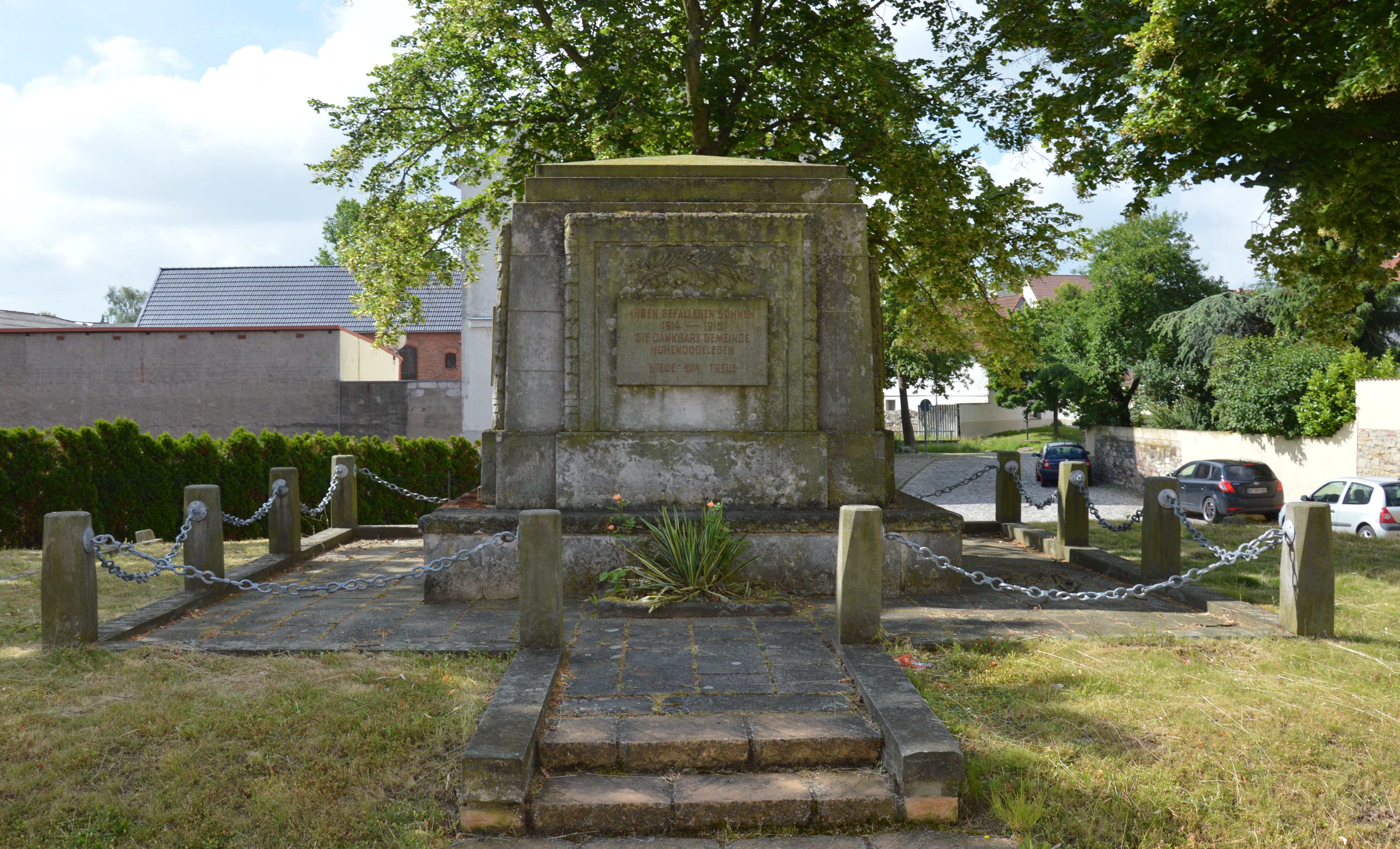
Nordseite

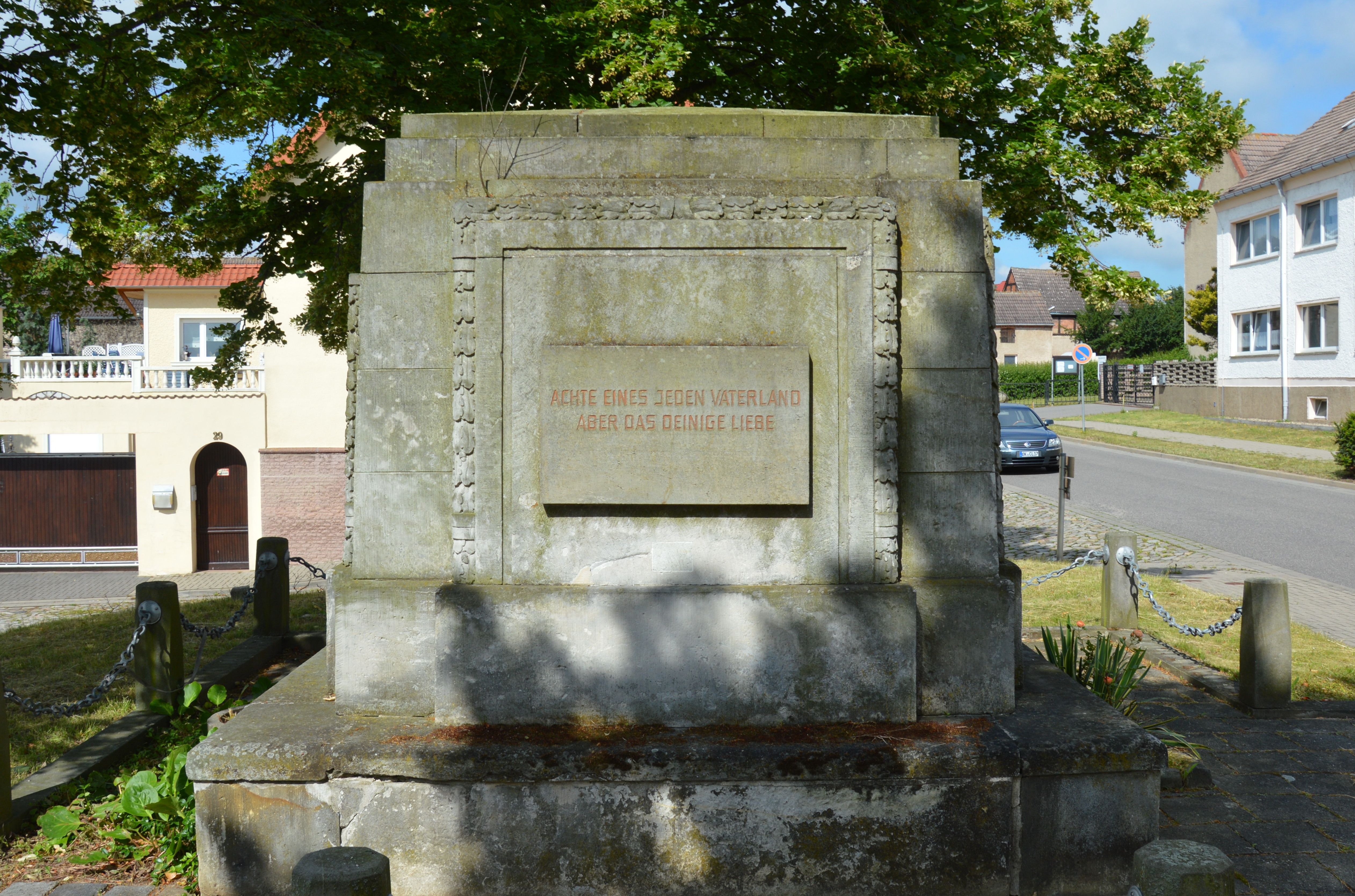
Ostseite

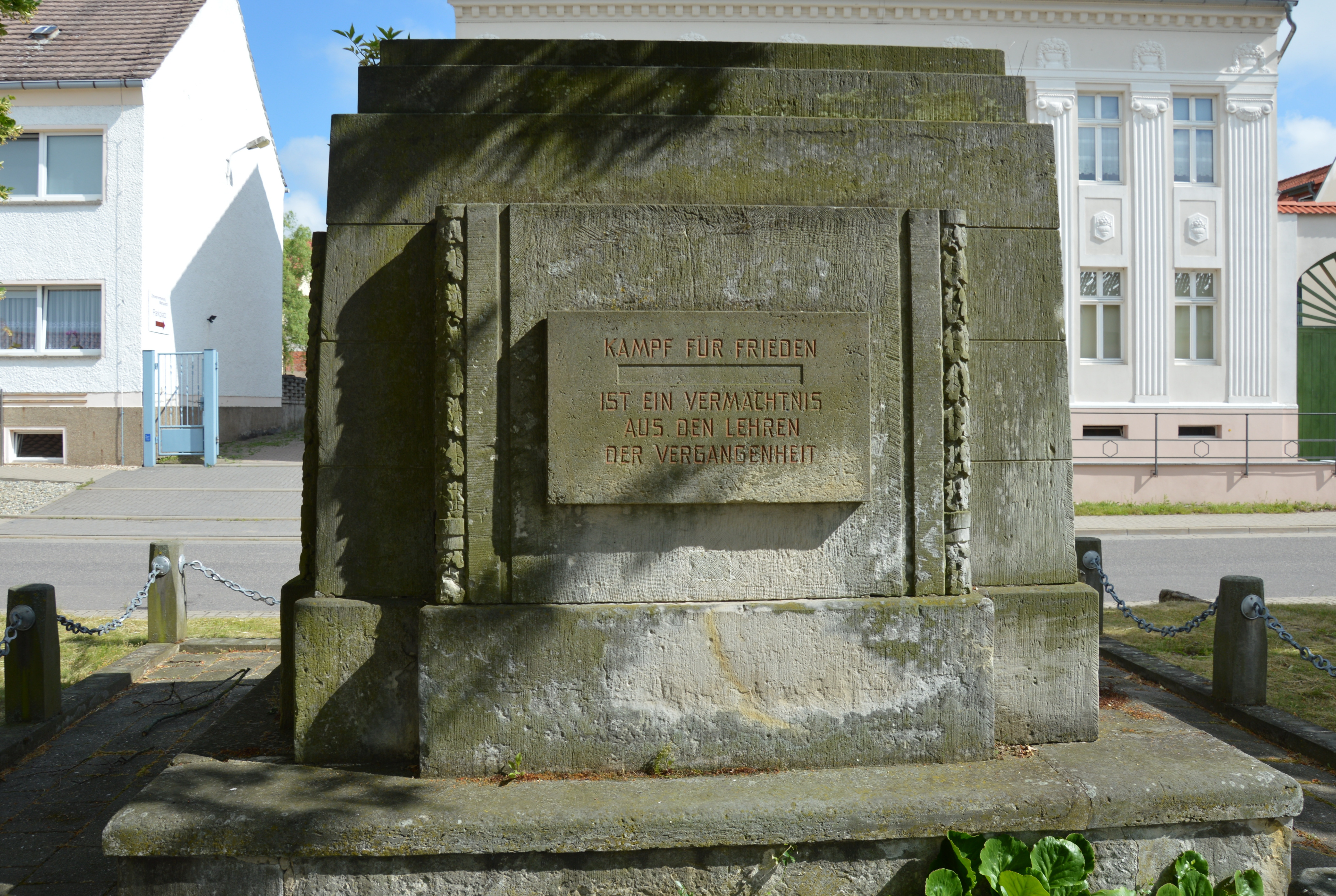
Südseite

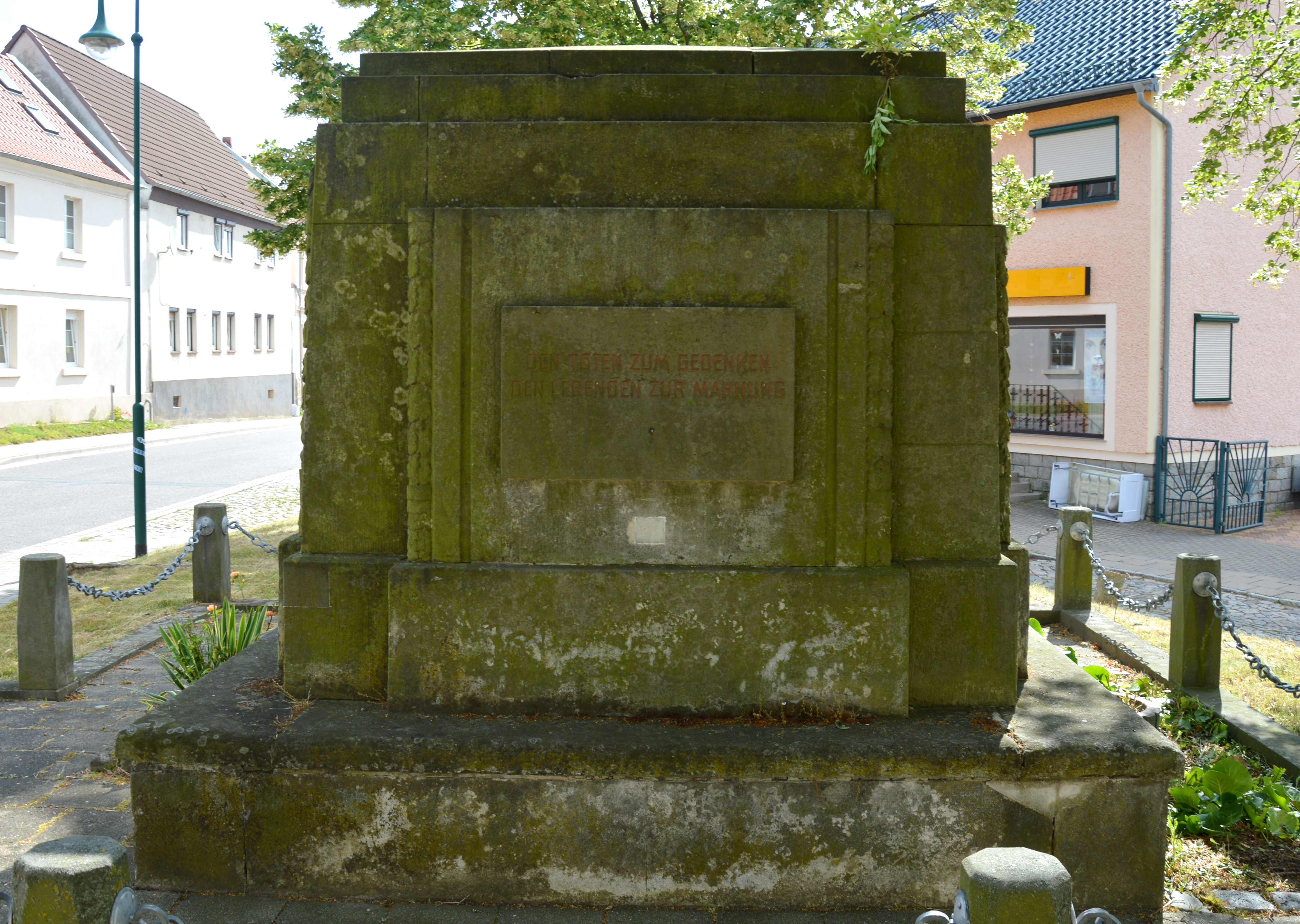
Westseite

Das Kriegerdenkmal Hohendodeleben ist ein denkmalgeschütztes Kriegerdenkmal im zur Stadt Wanzleben-Börde in Sachsen-Anhalt gehörenden Dorf Hohendodeleben.
Das Denkmal erinnert an die im Ersten Weltkrieg gefallenen 80 Hohendodelebener. Es befindet sich auf der Südseite der Matthissonstraße auf einer platzartigen Erweiterung an der Einmündung der Mittelstraße.

## Gestaltung und Geschichte
Der Bau des Denkmals erfolgte im Jahr 1922. Es entstand ein monumental wirkender verzierter Kubus, der auf allen vier Seiten Inschriftentafeln trägt. Ursprünglich bestehende Namensinschriften wurden entfernt. Das Denkmal ist von einer Einfriedung aus steinernen, mit Ketten verbundenen Pfosten umgeben.
Auf der Nordseite befindet sich die Inschrift:
IHREN GEFALLENEN SÖHNEN

1914 – 1918

DIE DANKBARE GEMEINDE

HOHENDODELEBEN

TREUE UM TREUE

Ostseite:
ACHTE EINES JEDEN VATERLAND

ABER DAS DEINIGE LIEBE

Südseite:
KAMPF FÜR FRIEDEN

IST EIN VERMÄCHTNIS

AUS DEN LEHREN

DER VERGANGENHEIT

Westseite:
DEN TOTEN ZUM GEDENKEN

DEN LEBENDEN ZUR MAHNUNG

Im örtlichen Denkmalverzeichnis ist das Kriegerdenkmal unter der Erfassungsnummer 094 98196 als Baudenkmal verzeichnet.